# Louis Martin (Gewichtheber)
Louis George Martin (* 11. November 1936 in Kingston, Jamaika; † 17. Januar 2015 in Derby, Derbyshire) war ein britischer Gewichtheber.

## Werdegang
Louis Martin wuchs in Jamaika auf und kam mit 19 Jahren nach England. Dort spielte er in der Schule Cricket und betrieb Bodybuilding. Erst mit 22 Jahren begann er mit dem Gewichtheben, hatte dazu aber schon hervorragende körperliche Voraussetzungen. Da sein Talent früh erkannt wurde, bekam er vom britischen Gewichtheber-Verband alle Unterstützung. Sein Trainer war der britische Verbandscoach Al Murray. 1959 errang er seine erste britische Meisterschaft und überraschte bei der Weltmeisterschaft desselben Jahres, die in Warschau stattfand, die gesamte Weltelite; er gewann den Titel im Mittelschwergewicht (bis 90 kg Körpergewicht). Bis 1966 startete er dann mit viel Erfolg bei internationalen Meisterschaften und wurde noch dreimal Weltmeister. Es gelang ihm aber nie, Olympiasieger zu werden. Eine Silber- und eine Bronzemedaille waren seine Ausbeute bei den Spielen 1960 und 1964.

### Internationale Erfolge
(OS = Olympische Spiele, WM 0 Weltmeisterschaft, EM = Europameisterschaft, Ms = Mittelschwergewicht)
- 1959, 1. Platz, WM + EM in Warschau, Ms, mit 445 kg, vor Arkadi Worobjow, UdSSR, 445 kg und Czeslaw Bialas, Polen, 425 kg;
- 1960, Bronzemedaille, OS in Rom, Ms, mit 445 kg, hinter Worobjow, 472,5 kg und Trofim Lomakin, UdSSR, 457,5 kg;
- 1961, 2. Platz, WM + EM in Wien, Ms, mit 462,5 kg, hinter Ireneusz Paliński, Polen, 475 kg, und vor Worobjow, 457,5 kg;
- 1962, 1. Platz, British Empire and Commonwealth Games in Perth, Ms, mit 470 kg, vor White, Canada, 407,5 kg und Samuel, Trinidad, 400 kg;
- 1962, 1. Platz, WM + EM in Budapest, Ms, mit 480 kg, vor Paliński, 470 kg und Bill March, USA, 460 kg;
- 1963, 1. Platz, WM + EM in Stockholm, Ms, mit 480 kg, vor Paliński, 475 kg und Eduard Browko, UdSSR, 470 kg;
- 1964, Silbermedaille, OS in Tokio, Ms, mit 475 kg, hinter Wladimir Golowanow, UdSSR, 487,5 kg und vor Paliński, 467,5 kg;
- 1965, 1. Platz, EM in Sofia, Ms, mit 485 kg, vor Kalinitschenko, UdSSR, 465 kg und Tatschew, Bulgarien, 452,5 kg;
- 1965, 1. Platz, WM in Teheran, Ms, mit 487,5 kg, vor Golowanow, 480 kg und Géza Tóth, Ungarn, 462,5 kg;
- 1966, 1. Platz, British-Empire and Commonwealth Games in Kingston, Ms, mit 462,5 kg, vor Manners, England, 430 kg und Lawson, Jamaika, 422,5 kg;
- 1970, 1. Platz, British Commonwealth Games, Ms, mit 457,5 kg, vor Robert Santavy, Canada, 425 kg und Manners, 410 kg.

### Weltrekorde
(alle im Mittelschwergewicht erzielt)
im beidarmigen Stoßen:
- 190,5 kg, 1965 in Teheran.

im olympischen Dreikampf:
- 480 kg, 1962 in Budapest,
- 487,5 kg, 1965 in London.